# Catostomus warnerensis
Catostomus warnerensis és una espècie de peix de la família dels catostòmids i de l'ordre dels cipriniformes.

## Morfologia
Els mascles poden assolir els 35 cm de longitud total.

## Hàbitat i distribució geogràfica
És un peix d'aigua dolça, demersal, potamòdrom i de clima temperat (43°N-42°N), el qual es troba en llacs, gorgs, rierols i canals de regs de Nevada i del sud d'Oregon (els Estats Units).